# Serdar Aziz
Serdar Aziz (Bursa, 20 ottobre 1990) è un calciatore turco, difensore svincolato.

## Palmarès

### Club

#### Competizioni nazionali
- Campionato turco: 2

Bursaspor: 2009-2010
Galatasaray: 2017-2018
- Coppa di Turchia: 1

Fenerbahçe: 2022-2023